# Henri Dor

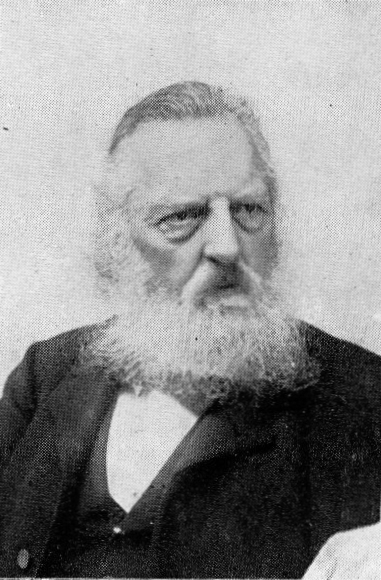
Henri Dor

Henri Dor (* 4. Oktober 1835 in Vevey; † 28. Oktober 1912 in Lyon, reformiert, heimatberechtigt in Tolochenaz) war ein Schweizer Ophthalmologe.

## Leben
Henri Dor wurde am 4. Oktober 1835 in Vevey als Sohn des Pfarrers und Institutsdirektors in Vevey Charles Dor geboren. Henri Dor schloss ein Studium der Medizin an der Universität Zürich ab, bevor er sich bei den führenden Ophthalmologen Deutschlands, unter anderem bei Albrecht von Graefe, Grossbritanniens und Frankreichs weiterbildete.
In der Folge war Dor ab 1860 als Augenarzt in Vevey tätig. Dazu übernahm er 1867 den Lehrstuhl für Augenheilkunde an der Universität Bern, den er wegen der Missstände an der Berner Augenklinik 1876 niederlegte. Danach gründete Dor in Lyon eine Privatklinik.
Henri Dor machte sich sowohl als Arzt als auch als Wissenschaftler einen Namen. Er verfasste circa siebzig Beiträge zur Physiologie des Sehens und zur klinischen Augenheilkunde.
Henri Dor heiratete im Jahr 1863 die gebürtige Schottin Isabella Christina, Tochter des Thomas Hutchinson. Er verstarb am 28. Oktober 1912 wenige Wochen nach Vollendung seines 77. Lebensjahres in Lyon.